# Iniciativa Aporta
La Iniciativa Aporta (antes conocida conocida como Proyecto Aporta) es una iniciativa para poner a disposición de la ciudadanía diferentes conjuntos de datos. Está promovida por el Ministerio de Asuntos Económicos y Transformación Digital y la Entidad Pública Empresarial Red.es de España.
Esta iniciativa tiene como objetivo promocionar la apertura de la información pública y desarrollo de servicios avanzados basados en datos. A través del portal datos.gob.es, la Iniciativa Aporta apoya a las unidades administrativas y organismos gubernamentales para que publiquen  información de acceso no restringido, según la legislación vigente y de la forma más amigable para su reutilización.

## Funciones encomendadas
La Iniciativa Aporta se articula en siete líneas de actuación, que tienen su reflejo en datos.gob.es:
1. Sensibilización.
2. Análisis y estadísticas
3. Regulación
4. Cooperación nacional
5. Cooperación internacional
6. Catálogo nacional y soporte
7. Innovación

## Líneas básicas de actuación
Desde el año 2009, la Iniciativa Aporta ha desarrollado, entre otras, las siguientes actuaciones:
- Enriquecimiento permanente del Catálogo de Información Pública albergado en datos.gob.es, y que se constituye el punto de encuentro de la información pública reutilizable puesta a disposición por diferentes organismos públicos nacionales, regionales y locales.
- El establecimiento de un marco legal en materia de reutilización: la ley 37/2007, de 16 de noviembre y el Real Decreto 1495/2011, de 24 de octubre, que desarrolla dicha Ley; esta legislación indica a cada organismo su deber de publicar y disponer para su reutilización datos públicos, así como las directrices para hacerlo.
- Asesoría, telemática y presencial, a Administraciones y organismos públicos para asegurar el cumplimiento de la normativa vigente en materia de reutilización de información pública.
- Edición y publicación de materiales divulgativos y de formación.
- Organización del encuentros anuales de ámbito nacional y mesas de trabajo dirigidos a todos los integrantes de la comunidad de datos abiertos.
- Participación en eventos nacionales e internaciones y en grupos de investigación relacionados con la apertura de datos.
- Difusión, a través del portal datos.gob.es y los canales 2.0 asociados, de casos de éxito, buenas prácticas, aplicaciones basadas en datos abiertos, informes relevantes y opiniones de expertos en materia RISP.

## Conferencias nacionales e internacionales
Entre las conferencias nacionales e internacionales convocadas por Aporta, destacan:
- 18 de diciembre de 2019. Encuentro Aporta 2019: Impulsando los datos de alto valor.
- 25 de junio de 2019. Jornada Sectorial Aporta: Sector Agro.
- 28 de noviembre de 2018. Encuentro Aporta 2018: Emprendiendo con datos abiertos.
- 24 de octubre de 2017. Encuentro Aporta 2017: El valor de los datos en el ecosistema global.
- 3 de octubre de 2016. Encuentro Aporta 2016: Cooperación global, impacto local.
- 26 de febrero de 2015. Encuentro Aporta 2015: El dato público en una sociedad digital.
- 14 de enero de 2014. Encuentro Aporta: Jornada general sobre datos abiertos y Foro sectorial de turismo.
- 26 de junio de 2012. Encuentro Aporta: Iniciativas Open Data en España.
- 9 de junio de 2011. Encuentro de Iniciativas Open Data en España: retos y soluciones.
- 9 de junio de 2010. PSI Meeting 2010: "Realising the Value of Public Sector Information".
- 9 de junio de 2009. Tercer encuentro Aporta: “La reutilización de la información del sector público en Europa".
- 5 de mayo de 2009. Segundo Encuentro Aporta: "Súmate a la Reutilización de la Información del Sector Público".
- 12 de marzo de 2009. Primer Encuentro Aporta sobre Reutilización de la Información del Sector Público.

## Guías
Iniciativa Aporta ofrece un repositorio de materiales explicativos para facilitar y dar soporte a los responsables de los organismos públicos en el proceso de apertura de la información o que pueden servir de inspiración y guía a reutilizadores que quieran extraer todo el valos posible de los datos abiertos. Dichos documentos incluyen:
- Guía para la catalogación de conjuntos de datos
- Guía de aplicación de la Norma Técnica de Interoperabilidad de Reutilización de Recursos de Información
- Guía de aplicación del Real Decreto 1495/2011
- Guía de funcionamiento, mantenimiento y actualización del Catálogo de Información Pública
- Decálogo del Reutilizador de Datos Abiertos del Sector Público
- Guía metodológica para iniciativas de datos abiertos sectoriales
- Guía para publicar datos abiertos de manera rápida y sencilla (con CKAN)
- Cómo generar valor a partir de los datos: formatos, técnicas y herramientas para analizar datos abiertos
- Cómo los datos abiertos pueden impulsar el sector agrícola y forestal.
- DCAT-AP y sus extensiones: Contexto y evolución.
- Nuevas tendencias y desafíos en el mundo de los datos.
- Vocabularios de representación de datos abiertos en Ciudades Digitales.
- Manual práctico para mejorar la calidad de los datos abiertos.
- Descubriendo las claves de blockchain
- Datos abiertos en tiempo real: casos de uso para ciudades inteligentes
- Guía práctica para la publicación de Datos Espaciales
- Guía práctica para la publicación de Datos Abiertos usando APIs
- Guía práctica para la publicación de datos tabulares en archivos CSV
- Datos abiertos y sanidad: contexto tecnológico, actores implicados y marco jurídico
- Tecnologías emergentes y datos abiertos: Inteligencia Artificial
- Guía para acelerar negocios basados en datos
- Datos abiertos más allá del sector público
- Tecnologías emergentes y datos abiertos: procesamiento del lenguaje natural
- Tecnología educativa basada en datos para mejorar el aprendizaje en el aula y en el hogar

## Materiales formativos
En el portal de datos abiertos datos.gob.es se ofrece una serie de materiales formativos para dar a conocer la reutilización de la información del sector público y sus aspectos más destacados.
Desde los conceptos más generales en materia de datos abiertos hasta el marco legal donde se desarrolla Iniciativa Aporta, toda esta información está dirigida a un público amplio y diverso que incluye a las administraciones públicas, a empresas infomediarias reutilizadoras de información y a los usuarios finales interesados en conocer los derechos y obligaciones que implica la reutilización.

## Catálogo de datos abiertos
En octubre de 2011, se lanzó el Catálogo de Información Pública reutilizable, albergado en el portal datos.gob.es cuya misión es dar acceso desde un único punto a todos los recursos de información pública reutilizable disponibles en España. A través de esta plataforma web, se facilita a los ciudadanos y entidades privadas la localización y el acceso a la información abierta por los organismos públicos; favoreciendo la reutilización de la misma. El catálogo engloba conjuntos de datos de organismos de la administración central, autonómica y local. Esto es posible, en parte, gracias a las herramientas de federación que sincronizan los catálogos de datos abiertos existentes en España con el portal datos.gob.es. Desde su lanzamiento, el portal se ha convertido en el marco donde se difunden las novedades y avances sobre la cultura de la apertura de datos y la reutilización de la información del sector público así como materiales formativos y de sensibilización en la materia. Además, datos.gob.es cuenta con el galardón otorgado por la plataforma LAPSI en enero de 2012, el cual lo reconoce como el portal más amigable de información pública de la Unión Europea.